# Intal
INTAL ist eine von Erich Weferling beschriebene Plansprache bzw. Kompromisssprache, die im Jahre 1956 bzw. 1964 (Intal II) entwickelt und bis 1978 fortentwickelt wurde. INTAL bedeutet dabei INTernational Auxiliary Language. Sie nutzt das lateinische Alphabet.

## Grammatik
Wie bei anderen Plansprachen gilt auch hier das Prinzip der Einfachheit. Andererseits existiert hier zum Teil eine reichere Formenvielfalt, so gibt es beispielsweise drei Genera, wohingegen Esperanto oder Ido auf dies verzichten. INTAL versucht in diesem Punkt jedoch die aus natürlichen Sprachen bekannten Unklarheiten bei der Textinterpretation weitgehend zu vermeiden; INTAL orientiert sich am natürlichen Geschlecht des Objektes bzw. des Wortes.

## Phonetik
Alphabet (lateinisch mit 23 Buchstaben): a  b  c  d  e  f  g  h  i  j  k  l  m  n  o  p  r  s  t  u  v  y  z  -  also ohne: q  x  w
Phonetisch ist Intal dem Novial von Otto Jespersen ähnlich. Es gilt die Regel: ein Ton - ein Zeichen.
Aussprache: c: /ʃ/     j: /ʒ/     g: /g/     s: /s/     t: /t/     y: /j/     z: /z/

## Wortschatz
Weferling sah keinen eigenen umfangreichen Wortschatz für Intal vor. Er stellte lediglich
ein Vokabular für grammatikalische Strukturwörter und Hilfsverben zur Verfügung. Mit Hilfe der Transkriptionsregeln können die Wörterbücher anderer Plansprachen verwendet werden.
Vorgeschlagen waren: Esperanto, Ido, Interlingua, Interlingue, Novial oder Neo.
Weferling bezeichnet die INTAL-Varianten, die dadurch entstehen, als Dialekte der Internationalen Hilfssprache.

## Textprobe
„Omni konstruktion logik e komprendabil es korekti in INTAL.“
„Un lingue konstruktat a posteriori dev adopta ti vortes kel ja es international. Plusim le lingua international mus atinga le maksimum de fasilité, regularité e naturalité.“
„Vokabularo por INTAL:
a) Es non nesesi kompoza un komplet vortelibre por INTAL,
nam eksista ya sat bon mondelingual vortelibres. Tis on pot
uza til ke le definitivi uniform interlingue-leksike ve es
kreat.
b) Cak inerlinguist pot uza le formes de ti
Standard-gramatike in konektion kon eni international
radikaro (vortaro de Esperanto o Ido o Occidental o
Interlingua o Novial o Neo). Kel vortelibre ever on prefera,
nos ve komprenda mutualim, nam omni ti planlingue es tam
simil, ke les pot es konsiderat kom dialektes de un sol
lingue.
c) Nos mus aspira, ke le tekstes de INTAL es komprendabil
por multi homes ye prim vide. Tro artifisial radikes on
devud remplasa per vortes plu natural o international.
d) Me rekomenda e prefera por INTAL-tekstes le vortelibres
de Ido, Interlingue (Occidental), e Novial. INTAL es kvazi
un variante, un sinteze de ti naturalistik planlingues kon
plusi meliorations.“
Erich Weferling